# Bara inte bröllop
Bara inte bröllop (engelska originalets titel: Love Is Better Than Ever) är en amerikansk film från 1952, regisserad av Stanley Donen. I huvudrollerna ses Jerry Parks och Elizabeth Taylor. Danslärarinnan Anastacia förälskar sig i talangscouten Jud, men han vill inte gärna lämna sitt ungkarlsliv.

## Rollista (urval)
- Larry Parks – Jud Parker
- Elizabeth Taylor – Anastacia ("Stacie") Macaboy
- Josephine Hutchinson – Mrs. Macaboy
- Tom Tully – Mr. Charles E. Macaboy
- Ann Doran – Mrs. Levoy
- Elinor Donahue – Pattie Marie Levoy
- Kathleen Freeman – Mrs. Kahrney
- Doreen McCann – Albertina Kahrney
- Alex Gerry – Hamlet
- Dick Wessel – Smitty, kaféägare
- John Handley – Johnny
- Gene Kelly och Stanley Donen – cameoroller